# Ruta Estatal de California 4
La Ruta Estatal de California 4 (en inglés: California State Route 4), con una longitud de 197 millas (317 km), es una carretera estatal de sentido oeste-este ubicada en el estado estadounidense de California. La Ruta Estatal de California hace su recorrido en el Oeste desde la I 80  en Hercules hacia el Este en la SR 89  cerca de Markleeville.

## Mantenimiento
Al igual que las autopistas interestatales y las rutas federales y el resto de carreteras estatales la Ruta Estatal de California 4 es administrada y mantenida por el Departamento de Transporte de California por sus siglas en inglés Caltrans. 

## Cruces
La Ruta Estatal de California es atravesada principalmente por la SR 242  en Concord
SR 160  en Antioch
I 5  en Stockton
SR 49  en Angels Camp.
| Condado | Ubicación                     | Miliario                                | Salida                    | Destinos                                                         | Notas                                                                           |
| --- | ----------------------------- | --------------------------------------- | ------------------------- | ---------------------------------------------------------------- | ------------------------------------------------------------------------------- |
| Contra Costa CC 0.00-48.39                                                                                                | Hercules                      | 0.00                                    | 1A                        | San Pablo Avenue                                                 | Paso a desnivel; Antes como la US 40                                            |
| Contra Costa CC 0.00-48.39                                                                                                | Hercules                      | 0.00                                    | 1B                        | I 80 (Eastshore Freeway) – Oakland, San Francisco, Sacramento    | Sin número de salida este                                                       |
| Contra Costa CC 0.00-48.39                                                                                                | Hercules                      | 0.78                                    | 1C                        | Willow Avenue                                                    | Salida Oeste y Entrada Este                                                     |
| Contra Costa CC 0.00-48.39                                                                                                |                               | R1.70                                   | 1                         | Sycamore Avenue                                                  | Salida este                                                                     |
| Contra Costa CC 0.00-48.39                                                                                                | Extremo este de la autopista  |                                         |                           |                                                                  |                                                                                 |
| Contra Costa CC 0.00-48.39                                                                                                |                               | R1.70                                   |                           | Carbon Way                                                       | Interchange; salida oeste y entrada                                             |
| Contra Costa CC 0.00-48.39                                                                                                |                               | 2.70                                    | 3                         | Franklin Canyon                                                  | Paso a desnivel este; interchange oeste                                         |
| Contra Costa CC 0.00-48.39                                                                                                | Extremo oeste de la autopista |                                         |                           |                                                                  |                                                                                 |
| Contra Costa CC 0.00-48.39                                                                                                |                               | T4.89                                   | 5                         | Cummings Skyway a I-80 este – Crockett, Port Costa, Vallejo      |                                                                                 |
| Contra Costa CC 0.00-48.39                                                                                                |                               | R5.17                                   | 6                         | McEwen Road – Port Costa                                         | Salida oeste y entrada                                                          |
| Contra Costa CC 0.00-48.39                                                                                                | Martinez                      | R8.55                                   | 9                         | Alhambra Avenue – Martinez                                       |                                                                                 |
| Contra Costa CC 0.00-48.39                                                                                                | Martinez                      | R9.19                                   | 10                        | Pine Street, Center Avenue                                       |                                                                                 |
| Contra Costa CC 0.00-48.39                                                                                                | Martinez                      | R10.33                                  | 11                        | Morello Avenue, Glacier Drive                                    |                                                                                 |
| Contra Costa CC 0.00-48.39                                                                                                | Martinez                      | 12.41                                   | 12A                       | Pacheco Boulevard – Pacheco                                      | Antes como la SR 21                                                             |
| Contra Costa CC 0.00-48.39                                                                                                |                               | 12.67                                   | 12                        | I 680 – Benicia, Sacramento, Walnut Creek, San José              | Salida como 12B (sur) y 12C (norte)                                             |
| Contra Costa CC 0.00-48.39                                                                                                |                               | R13.65                                  | 13                        | Solano Way                                                       |                                                                                 |
| Contra Costa CC 0.00-48.39                                                                                                | Concord                       | R14.67                                  | 15A                       | SR 242 – Concord, Oakland                                        |                                                                                 |
| Contra Costa CC 0.00-48.39                                                                                                | Concord                       | R15.42                                  | 15B                       | Port Chicago Highway                                             |                                                                                 |
| Contra Costa CC 0.00-48.39                                                                                                |                               | R16.83                                  | 17                        | Willow Pass Road                                                 |                                                                                 |
| Contra Costa CC 0.00-48.39                                                                                                |                               | R18.83                                  | 19                        | San Marco Boulevard, Willow Pass Road – Bay Point                |                                                                                 |
| Contra Costa CC 0.00-48.39                                                                                                |                               | R20.10                                  | 20                        | Bailey Road                                                      | Señalizada como salida 20A (sur) y 20B (norte)                                  |
| Contra Costa CC 0.00-48.39                                                                                                | Pittsburg                     | 23.05                                   | 23                        | Railroad Avenue, Harbor Street                                   |                                                                                 |
| Contra Costa CC 0.00-48.39                                                                                                | Pittsburg                     | 24.32                                   | 24                        | Loveridge Road – Pittsburg                                       |                                                                                 |
| Contra Costa CC 0.00-48.39                                                                                                | Antioch                       | 26.01                                   | 26                        | Somersville Road, Auto Center Drive                              | Señalizada como Salida 26A (Somersville Road) y 26B (Auto Center Drive)         |
| Contra Costa CC 0.00-48.39                                                                                                | Antioch                       | 26.94                                   | 27A                       | Contra Loma Boulevard, L Street                                  | Salida Este y Entrada Oeste                                                     |
| Contra Costa CC 0.00-48.39                                                                                                | Antioch                       | 27.29                                   | 27B                       | G Street – Central Antioch                                       | Salida Este y Entrada Oeste                                                     |
| Contra Costa CC 0.00-48.39                                                                                                | Antioch                       | R27.79                                  | 28                        | A Street, Lone Tree Way                                          |                                                                                 |
| Contra Costa CC 0.00-48.39                                                                                                | Antioch                       | R28.94                                  | 29                        | Hillcrest Avenue                                                 |                                                                                 |
| Contra Costa CC 0.00-48.39                                                                                                | Antioch                       | 31.13                                   |                           | Bypass Road (SR 4 Byp. este) – Oakley, Brentwood                 | Salida Este y Entrada Oeste                                                     |
| Contra Costa CC 0.00-48.39                                                                                                | Antioch                       | Extremo este de la autopista            |                           |                                                                  |                                                                                 |
| Contra Costa CC 0.00-48.39                                                                                                | Antioch                       | T31.52                                  |                           | SR 160 norte – Rio Vista, Sacramento                             | Interchange                                                                     |
| Contra Costa CC 0.00-48.39                                                                                                | Oakley                        | R34.91                                  |                           | Cypress Road – Bethel Island                                     |                                                                                 |
| Contra Costa CC 0.00-48.39                                                                                                | Brentwood                     | 37.07                                   |                           | Lone Tree Way                                                    |                                                                                 |
| Contra Costa CC 0.00-48.39                                                                                                | Brentwood                     | Sand Creek Road                         |                           |                                                                  |                                                                                 |
| Contra Costa CC 0.00-48.39                                                                                                | Brentwood                     | Balfour Road                            |                           |                                                                  |                                                                                 |
| Contra Costa CC 0.00-48.39                                                                                                |                               |                                         | Byron Highway – Knightsen |                                                                  |                                                                                 |
| Contra Costa CC 0.00-48.39                                                                                                |                               | 43.97                                   |                           | Marsh Creek Road (a SR 4 Byp. oeste) – Antioch, Clayton, Concord |                                                                                 |
| Contra Costa CC 0.00-48.39                                                                                                | Byron                         | R44.37                                  |                           | CR J4 (Byron Highway) – Byron, Tracy                             |                                                                                 |
| San Joaquin SJ 0.00-38.06                                                                                                 |                               | 5.96                                    |                           | CR J2 (Tracy Boulevard) – Tracy                                  |                                                                                 |
| San Joaquin SJ 0.00-38.06                                                                                                 | Stockton                      | 15.91 25.36                             |                           | I 5 sur – Tracy, San Francisco, Los Ángeles, Angels Camp         | Interchange; Extremo oeste de la I-5; Chárter Way Antes como la SR 4 east       |
| San Joaquin SJ 0.00-38.06                                                                                                 | Stockton                      | Extremo oeste de la autopista en la I-5 |                           |                                                                  |                                                                                 |
| San Joaquin SJ 0.00-38.06                                                                                                 | Stockton                      | 26.19 R16.06                            | 65B                       | I 5 norte – Sacramento                                           | Extremo este de la I-5                                                          |
| San Joaquin SJ 0.00-38.06                                                                                                 | Stockton                      | T15.32                                  |                           | Fresno Avenue                                                    |                                                                                 |
| San Joaquin SJ 0.00-38.06                                                                                                 | Stockton                      | R16.62                                  | 66A                       | El Dorado Street, Center Street – Downtown Stockton              | Sirve a Stockton Arena y Ballpark; sin salida este                              |
| San Joaquin SJ 0.00-38.06                                                                                                 | Stockton                      | R17.05                                  | 66B                       | Stanislaus Street – Downtown Stockton                            | Señalizada como Salida 66 este                                                  |
| San Joaquin SJ 0.00-38.06                                                                                                 | Stockton                      | R17.71                                  | 67                        | Wilson Way                                                       | Antes como la US 50 / US 99                                                     |
| San Joaquin SJ 0.00-38.06                                                                                                 | Stockton                      | R18.77                                  | 68A                       | Filbert Street                                                   | Señalizada como Salida 68 oeste                                                 |
| San Joaquin SJ 0.00-38.06                                                                                                 | Stockton                      | R19.44 18.68                            | 68B                       | SR 99 norte – Sacramento                                         | Extremo oeste de la SR 99                                                       |
| San Joaquin SJ 0.00-38.06                                                                                                 | Stockton                      | 18.15                                   | 253                       | Main Street                                                      | Salida Oeste solamente                                                          |
| San Joaquin SJ 0.00-38.06                                                                                                 | Stockton                      | 18.02                                   | 253                       | Chárter Way (Dr. Martin Luther King Jr. Boulevard)               | Si sentido oeste; antes como la SR 26 oeste                                     |
| San Joaquin SJ 0.00-38.06                                                                                                 | Stockton                      | Extremo este en la SR 99                |                           |                                                                  |                                                                                 |
| San Joaquin SJ 0.00-38.06                                                                                                 | Stockton                      | 17.22 19.75                             |                           | SR 99 sur – Fresno, Los Ángeles, Stockton                        | Interchange; Extremo este de la SR 99; Farmington Road antes como la SR 4 oeste |
| San Joaquin SJ 0.00-38.06                                                                                                 |                               | 24.87                                   |                           | CR J5 (Jack Tone Road) – Lockeford, Ripon                        |                                                                                 |
| San Joaquin SJ 0.00-38.06                                                                                                 | Farmington                    | 33.10                                   |                           | CR J4 (Escalon-Bellota Road) – Escalon                           |                                                                                 |
| Stanislaus STA 0.00-8.89                                                                                                  |                               | 4.54                                    |                           | CR J14 (Milton Road) – Milton, Eugene                            |                                                                                 |
| Calaveras CAL R0.00-R65.87                                                                                                | Copperopolis                  | R8.14                                   |                           | CR E15 (O'Byrnes Ferry Road) – Copperopolis                      |                                                                                 |
| Calaveras CAL R0.00-R65.87                                                                                                | Angels Camp                   | R21.09                                  |                           | SR 49 (Main Street) – San Andreas, Sonora                        |                                                                                 |
| Calaveras CAL R0.00-R65.87                                                                                                | Vallecito                     | 26.22                                   |                           | CR E18 (Parrots Ferry Road) – Moaning Cavern                     |                                                                                 |
| Alpine ALP R0.00-31.68 |                               | 3.89                                    |                           | SR 207 (Mount Reba Road)                                         |                                                                                 |
| Alpine ALP R0.00-31.68 | Bullion                       | 31.68                                   |                           | SR 89 US 395 – Markleeville, Monitor Pass                        |                                                                                 |
| 1.000 mi = 1.609 km; 1.000 km = 0.621 mi Cerrada/Antigua • Terminal concurrente • Acceso incompleto • Propuesta/Sin abrir |                               |                                         |                           |                                                                  |                                                                                 |

1. 1 2  Indicates that the postmile represents the distance along I-5 rather than SR 4.
2. 1 2 3 4  Indicates that the postmile represents the distance along SR 99 rather than SR 4.